# Lumber Bridge
Lumber Bridge es un pueblo ubicado en el condado de Robeson en el estado estadounidense de Carolina del Norte. La localidad en el año 2000, tenía una población de 118 habitantes en una superficie de 1.7 km², con una densidad poblacional de 69.3 personas por km².

## Geografía
Lumber Bridge se encuentra ubicado en las coordenadas 34°53′25″N 79°4′14″O / 34.89028, -79.07056. Según la Oficina del Censo, la localidad tiene un área total de 1,7 km² (0,7 mi²), de la cual 1,7 km² (0,7 mi²) es tierra y 0 km² (0 mi²) (1.49%) es agua.

### Localidades adyacentes
El siguiente diagrama muestra a las localidades en un radio de 12 kilómetros (7,5 mi) de Lumber Bridge.

## Demografía
En el 2000 la renta per cápita promedia del hogar era de $40.938, y el ingreso promedio para una familia era de 41.875. En 2000 los hombres tenían un ingreso per cápita de $25.313 contra $24.500 para las mujeres. El ingreso per cápita para la localidad era de $12.513. Alrededor del 35.30% de la población estaba bajo el umbral de pobreza nacional.